# アントニオ・リナルディ

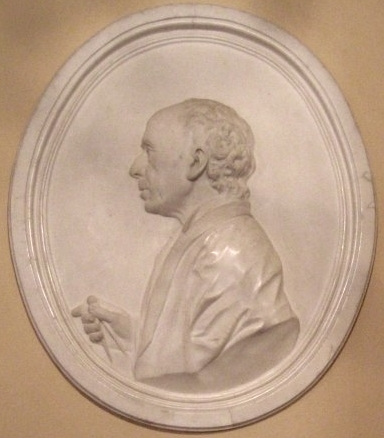
ガーチナ宮殿に飾られた、リナルディのメダリオン

アントニオ・リナルディ（Antonio Rinaldi 1710-1794）は、ロシア帝国で活躍したイタリア人建築家。
1762年からエカチェリーナ2世の宮廷建築家として活躍する。
バロックとクラシシズムを取り入れた優美さを特徴とする作品を残す。

## 代表作
- 聖イサアク大聖堂の再建(未完, ヴィンセンツォ・ブレンナと）
- ヤムブルクの大聖堂 (キンギセップ)
- 大理石宮殿 (サンクトペテルブルク)
- ウラジーミル公聖堂
- メンシコフ大宮殿
- ガーチナ宮殿